# Киммирут
Киммирут (англ. Kimmirut, инуктитут ᑭᒻᒥᕈᑦ, до 1 января 1996 года назывался Лейк-Харбор, англ. Lake Harbour) — поселение в Канаде, находящееся в одной из бухт Гудзонова пролива на полуострове Мета Инкогнита Баффиновой Земли. Киммирут переводится с эскимосского диалекта инуктитут как «пятка» — так называют скалу, расположенную на выходе в бухту.
Ранее поселение использовалось «Компанией Гудзонова залива» в качестве торгового поста. Также здесь располагался пост Королевской канадской конной полиции. Исследователь Джозеф Соупер использовал Киммирут в качестве штаб-квартиры во время свой работы в этой районе в 20-х и 30-х годах XX века.
Снабжение поселения производится через аэропорт Киммирута, а также путем морского сообщения. В 2005 году выносилось предложение проложить дорогу в Икалуит, однако от него отказались по причине нецелесообразности строительства маршрута, который бы огибал горную цепь, расположенную между двумя населенными пунктами.
Согласно переписи 2016 года население Киммирута составило 389 человек, что на 14,5 % меньше, чем было в 2011 году.

## Галерея

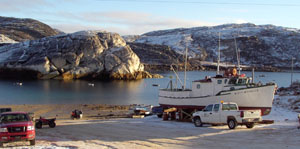
Пристань Киммирута. Слева на фото можно увидеть скалу «Пятка», в честь которой названо поселение. 2006 год.
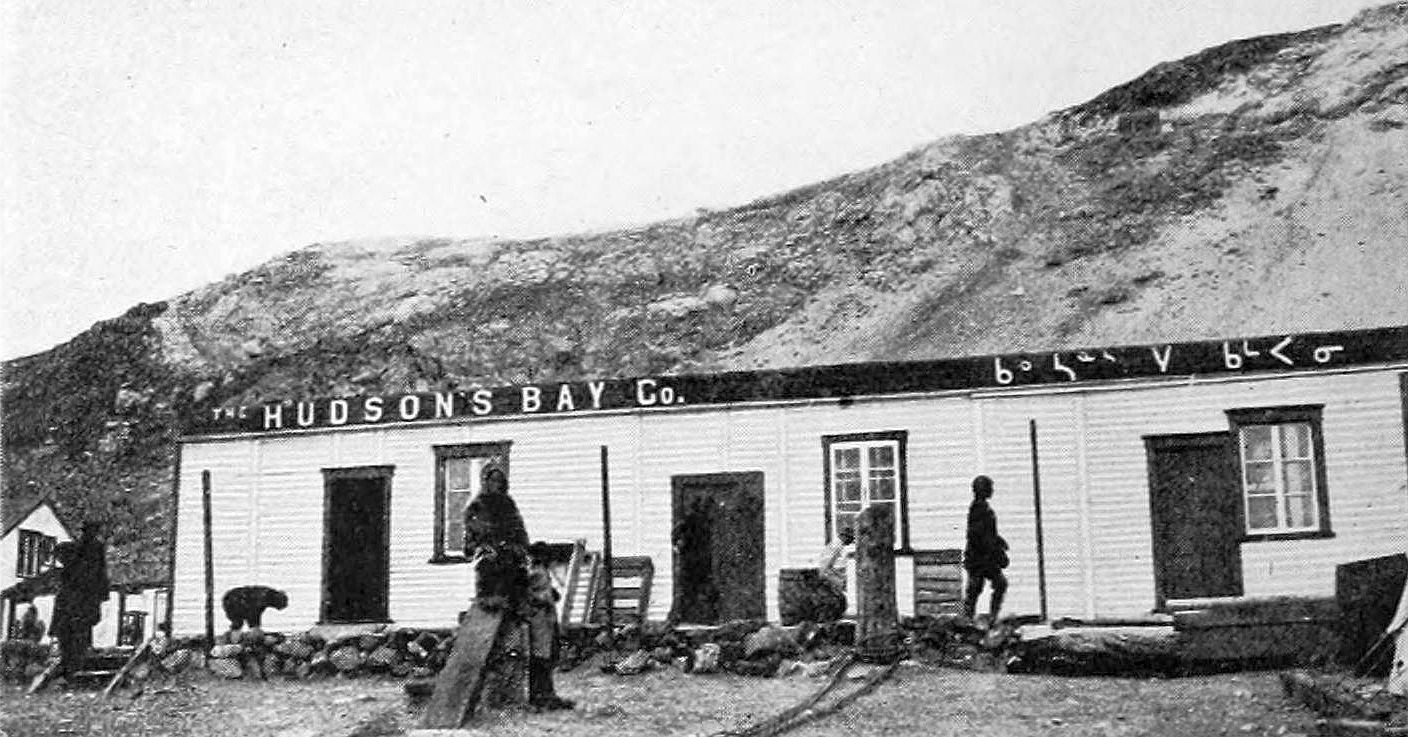
Пост «Компании Гудзонова залива» в Лейк-Харбор. 1922 год.
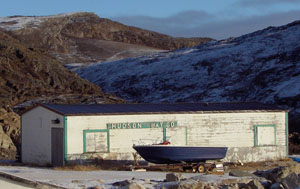
Пост «Компании Гудзонова залива». 2006 год.
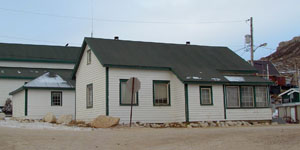
Штаб-квартира Джозефа Соупера. 2006 год.
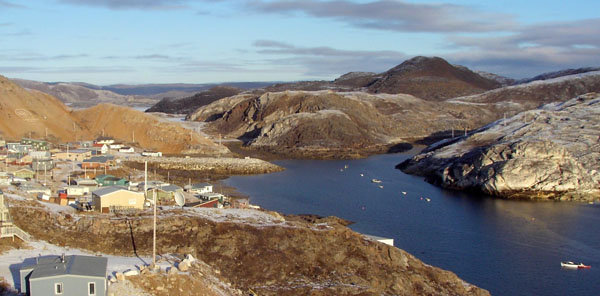
Киммирут. 2006 год.

## Связь и коммуникации
Связь поселения с миром с 2005 года обслуживается компанией Qiniq, предоставляющей сервис беспроводной связи для жителей Киммирута, посредством магистральной спутниковой связи. В 2017 году технологии передачи данных были модернизированы до стандарта LTE, а голосовая связь — до GSM.

## Климат
Климат Киммирута относится к полярному по классификации Кёппена, несмотря на то, что он располагается за пределами полярного круга. Зимы здесь холодные, а лето короткое. Город находится севернее границы леса. Средние дневные температуры фиксируются ниже нулевой отметки по шкале Цельсия 8 месяцев в году. в Киммируте выпадает в среднем 335 мм осадков в год, при этом влажность несколько выше, чем в других населенных пунктах этого региона, особенно летом.
| Показатель                                            | Янв. | Фев. | Март  | Апр. | Май  | Июнь | Июль | Авг. | Сен. | Окт. | Нояб. | Дек. | Год   |
| ----------------------------------------------------- | ---- | ---- | ----- | ---- | ---- | ---- | ---- | ---- | ---- | ---- | ----- | ---- | ----- |
| Средний суточный максимум, °C                         | −21  | −21  | −16   | −8   | 0,0  | 8,0  | 13,0 | 12,0 | 6,0  | 0,0  | −7    | −15  | −4,1  |
| Средняя температура, °C                               | −26  | −26  | −21,5 | −13  | −3,5 | 4,5  | 8,5  | 8,0  | 3,0  | −3   | −11,5 | −20  | −8,37 |
| Средний суточный минимум, °C                          | −31  | −31  | −27   | −18  | −7   | 1,0  | 4,0  | 4,0  | 0,0  | −6   | −16   | −25  | −12,7 |
| Абсолютный минимум, °C                                | −45  | −47  | −44   | −34  | −24  | −9   | −2   | −3   | −13  | −27  | −36   | −44  | −47   |
| Норма осадков, мм                                     | 21,1 | 15,0 | 21,8  | 28,2 | 26,9 | 35,0 | 59,4 | 65,7 | 55,0 | 36,7 | 29,1  | 18,2 | 412,0 |
| Источник: Monthly Averages and Records. Kimmirut, CAN |      |      |       |      |      |      |      |      |      |      |       |      |       |